# Chilocorsia punctinotalis
Chilocorsia punctinotalis là một loài bướm đêm trong họ Crambidae.